# Heilig Kreuz (Obermarchenbach)

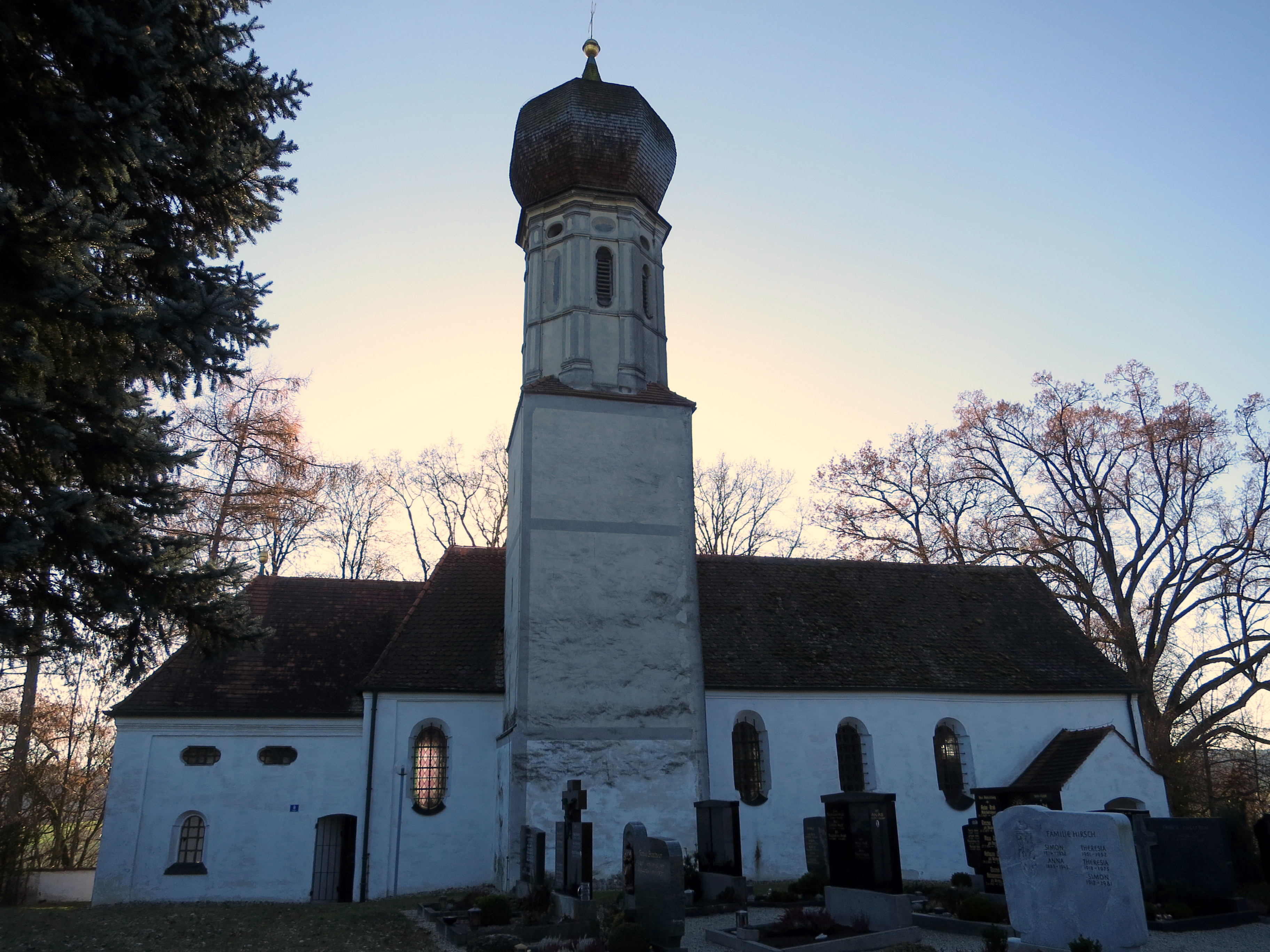
Heilig Kreuz in Obermarchenbach

Die römisch-katholische Filialkirche Heilig Kreuz steht in Obermarchenbach, einem Gemeindeteil von Haag an der Amper im oberbayerischen Landkreis Freising. Die Kirche steht unter Denkmalschutz und wird in der Liste der Baudenkmäler in Haag an der Amper als Baudenkmal unter der Nr. D-1-78-129-19 geführt. Die Kirche trägt offiziell den Titulus ecclesiae Hl. Kreuzauffindung und gehört zum Pfarrverband Zolling im Dekanat Freising, Erzbistum München und Freising.

## Beschreibung
Die im Kern spätgotische Saalkirche wurde im 17. Jahrhundert barock umgebaut. Sie besteht aus dem Langhaus, dem dreiseitig geschlossenen, mit dem Langhaus fluchtenden Chor und dem spätgotischen Chorflankenturm auf quadratischem Grundriss an der Nordseite des Chors. Er wurde mit einem Geschoss mit Pilastern an den acht Ecken aufgestockt und mit einer Zwiebelhaube bedeckt. In dem Vorbau an der Nordseite des Langhauses befindet sich das Beinhaus.
Der Hochaltar wird von den Skulpturen des Ignatius von Loyola und des Franz Xaver flankiert. Auf dem Altarretabel ist die Kreuzigung Jesu dargestellt. An der rechten Innenwand des Kirchschiffes ist vorn die Kanzel von 1673 befestigt, dahinter ist eine Kreuzigungsgruppe mit überlebensgroßen Figuren zu sehen. Die Jesusfigur am mittleren Kreuz stammt aus dem Jahre 1544, die beiden Schächer links und rechts daneben aus den 1770er-Jahren.

## Orgel
Die rein mechanische Schleifladen-Orgel mit sieben Registern auf einem Manual und Pedal wurde vor 1850 von einem unbekannten Orgelbauer für eine andere Kirche gebaut. Sie wurde 1892 durch Max Geiger, München hierher übertragen. Die Disposition lautet:
| Manual C–f3 |       |
| Gedackt     | 8′    |
| Dolce       | 4′    |
| Flöte       | 4′    |
| Principal   | 2′    |
| Quinte      | 1 ⁄3′ |
| Octav       | 1′    |

| Pedal C–f |     |
| Subbaß    | 16′ |

- Koppel: Pedal fest angekoppelt